# Chryseofusus
Chryseofusus is een geslacht van weekdieren uit de klasse van de Gastropoda (slakken).

## Soorten
- Chryseofusus acherusius (Hadorn & Fraussen, 2003)
- Chryseofusus alisae (Hadorn & Fraussen, 2003)
- Chryseofusus alisonae (Hadorn, Snyder & Fraussen, 2008)
- Chryseofusus artutus (Fraussen & Hadorn, 2003)
- Chryseofusus bradneri (Drivas & Jay, 1990)
- Chryseofusus cadus (Hadorn & Fraussen, 2003)
- Chryseofusus chrysodomoides (Schepman, 1911)
- Chryseofusus dapsilis (Hadorn & Fraussen, 2003)
- Chryseofusus graciliformis (G. B. Sowerby II, 1880)
- Chryseofusus hyphalus (M. Smith, 1940)
- Chryseofusus jurgeni (Hadorn & Fraussen, 2002)
- Chryseofusus kazdailisi (Fraussen & Hadorn, 2000)
- Chryseofusus lecourtorum Fraussen & Stahlschmidt, 2014
- Chryseofusus lorenzi Fraussen & Stahlschmidt, 2014
- Chryseofusus riscus (Hadorn & Fraussen, 2003)
- Chryseofusus satsumaensis (Hadorn & Chino, 2005)
- Chryseofusus scissus (Hadorn & Fraussen, 2003)
- Chryseofusus subangulatus (Martens, 1901)
- Chryseofusus wareni (Hadorn & Fraussen, 2003)
- Chryseofusus westralis (Hadorn & Fraussen, 2003)